# Alexandria (application GNOME)
Pour les articles homonymes, voir Alexandrie (homonymie).
Alexandria est un logiciel pour l'environnement de bureau GNOME qui aide à gérer une collection de livres. 
Le logiciel, sous licence  GPL, est destiné aux utilisateurs finaux. Il fonctionne sous les systèmes Cocoa (Mac OS X) et GNOME (Linux, Hurd, FreeBSD...).